# Chiesa di San Nicola (Beauval)
La chiesa di San Nicola è un edificio religioso situato a Beauval, nel dipartimento della Somme, a sud di Doullens, in Francia.

## Storia
La costruzione della chiesa di Saint-Nicolas de Beauval fu finanziata dal mecenatismo della facoltosa famiglia locale Saint, fondatrice e proprietaria della società Saint Frères, che era specializzata nella lavorazione della tela di juta. Charles e Jules-Abel Saint proposero al comune di farsi carico dei lavori di sterro di un terreno di loro proprietà, così come dei costi di costruzione e decorazione interna ed esterna dell'edificio. Il costo di costruzione ammontava a 400.000 franchi d'oro.
Il 6 agosto 1888, giorno della consacrazione della chiesa da parte del vescovo di Amiens, Charles Saint si espresse come segue:
(Charles Saint (1826-1902), citato da François Lefebvre, L'église de Beauval et la famille Saint, 1996)

## Esterno
Costruita in mattoni su progetto di Victor Delefortrie, la chiesa neogotica di Beauval è visibile in lontananza: una scala monumentale di 33 gradini conduce dalla carreggiata al piazzale. Di medie dimensioni, l'edificio è lungo 55 metri e largo 23 metri. Dal piano basilicale, la chiesa presenta una navata con colonne e pilastri di sostegno laterali e un coro ad abside ottagonale. Il campanile che domina il portico d'ingresso culmina a 65 m. La chiesa è accessibile da le tre porte ricavate nella facciata principale.

## Interno
La navata, larga 10 metri e alta 10, poggia su basamenti di 4,5 metri di diametro. La decorazione dell'interno e dell'esterno è dettata da un principio di sobrietà, riscontrabile nella scelta di materiali poveri: marmo nero di Basècles in Belgio, marmo bianco di Francia, marmo rosso di Italia. Le vetrate furono realizzate nello stabilimento dell'industriale Charles-François Champigneulle (1820-1882) di Bar-le-Duc, specializzato nella manifattura di sculture religiose in ceramica; il rosone provenne dallo stabilimento Néret di Parigi; gli arredi sacri (pulpito, altari, confessionali, panche) sono in legno di rovere intarsiato policromo, opera della Charles Buisine-Rigot di Lilla.
Le vetrate della navata rappresentano la vita di Gesù Cristo ed episodi dell'Antico Testamento; quelli del coro rappresentano al centro San Carlo, a sinistra San Giovanni Battista, i santi Giuliano e Nicola ai due lati, patroni della famiglia Saint..
L'attuale organo fu realizzato nel 1925 presso gli stabilimenti Felix Van Den Brande e figli ad Amiens, nel 1925, a seguito dell'incendio del campanile che distrusse l'organo precedente di Salomon Van Bever. Nel 1950, Charles Acker eseguì la manutenzione e registrazione periodica dell'organo a canne.

## Galleria d'immagini

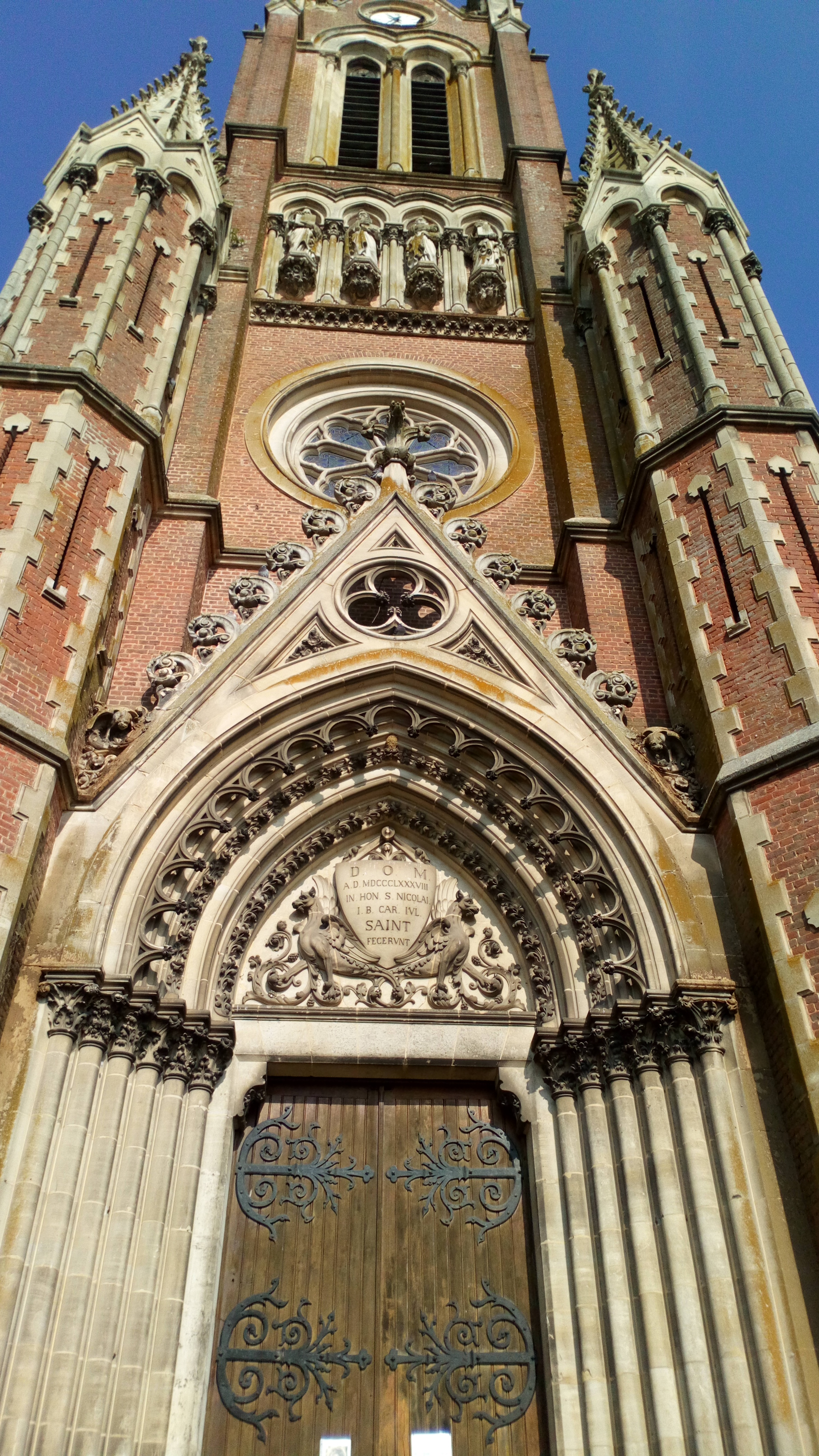
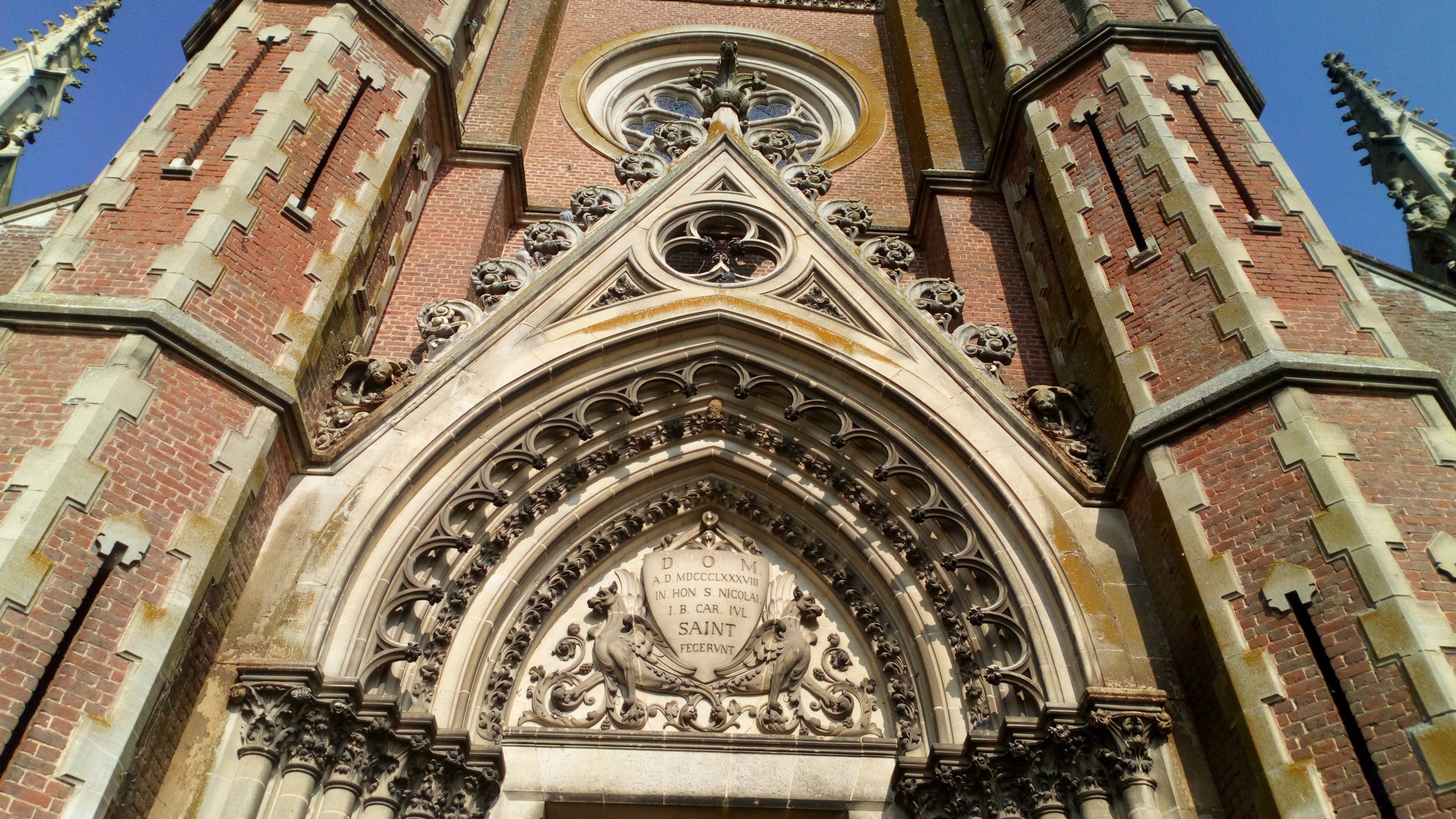
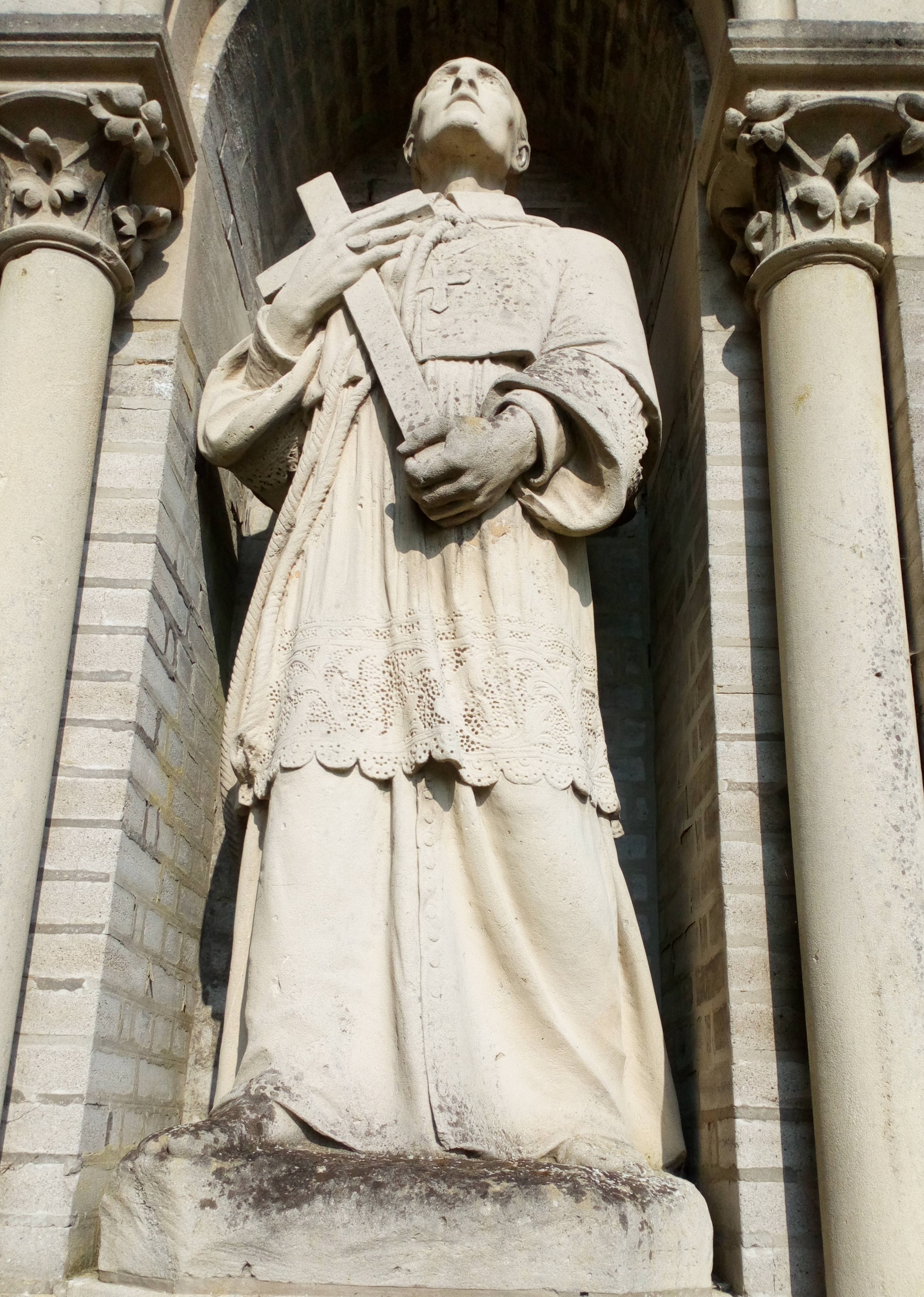